# 弗谢沃洛德·加克尔

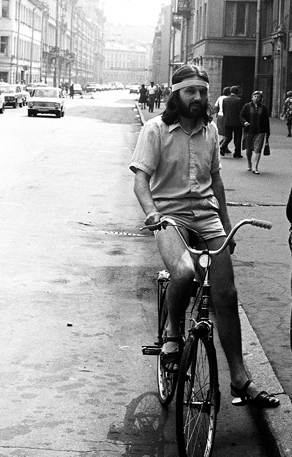
弗谢沃洛德·加克尔

弗谢沃洛德·（谢瓦）雅科夫列维奇·加克尔（俄語：Всеволод [Сева] Яковлевич Гаккель，1953年2月19日—）是一位俄罗斯摇滚音乐家，他曾是水族馆乐队的一員，在樂隊期間他是樂隊的大提琴手。他曾创建摇滚俱乐部“TaMtAm”，亦曾是圣彼得堡的俱乐部“Chinese Pilot Jao Da”（Китайский Лётчик Джао Да）的藝術總監。